# Ranunculus pachycarpus
Ranunculus pachycarpus är en ranunkelväxtart som beskrevs av Briggs. Ranunculus pachycarpus ingår i släktet ranunkler, och familjen ranunkelväxter. Inga underarter finns listade i Catalogue of Life.